# Религия в Норвегии

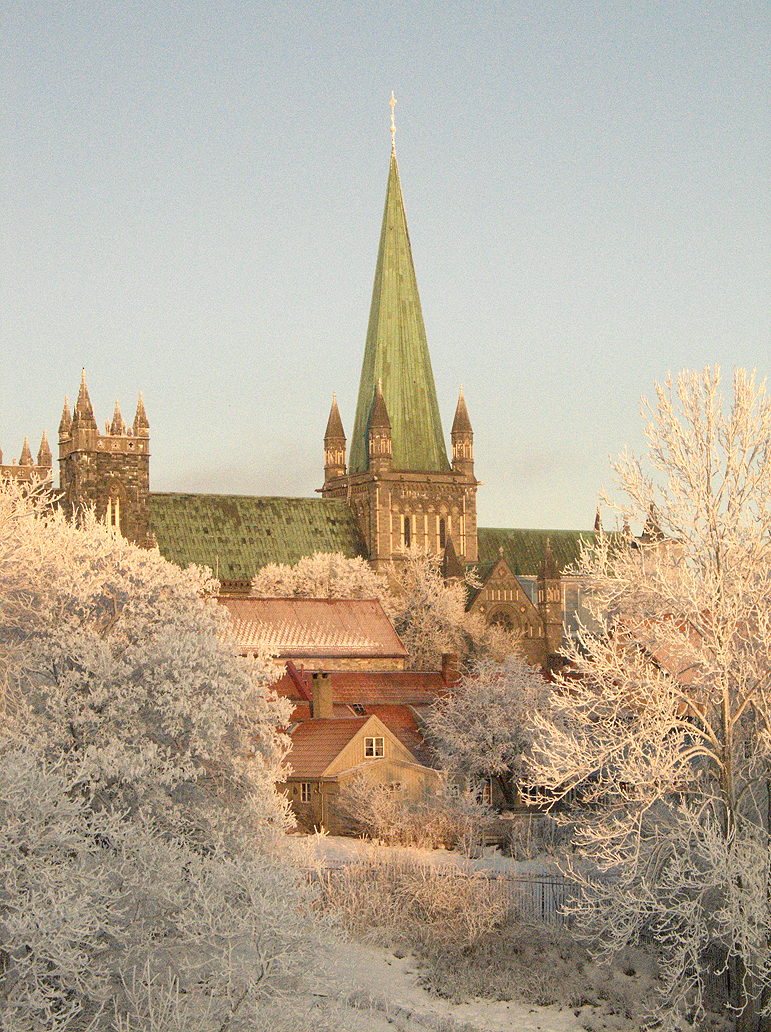
Нидаросский собор, крупнейшая церковь в Норвегии.

Религия в Норвегии. Наиболее распространенной религией в Норвегии является лютеранство. Также существует значительное число приверженцев других протестантских церквей. 78,9 % евангелическо-лютеранских церквей страны принадлежит государственной Церкви Норвегии. Благодаря усилиям христианских миссионеров Норвегия постепенно приняла христианство начиная примерно с 1000 года и завершив этот процесс к 1150 году. До протестантской Реформации норвежцы принадлежали к Католической церкви.
Ислам в настоящее время стал второй по числу приверженцев религией страны, в основном благодаря растущей иммиграции из исламских стран. Иммиграция из таких стран, как Польша, Эфиопия и Филиппины способствует и росту общего числа христиан. Самая быстрорастущая христианская конфессия страны — православие (рост в 231,1 % за период с 2000 по 2009 годы), что превышает в том числе и рост числа мусульман (64,3 %). Число членов Церкви Норвегии снижается, в период с 2005 по 2009 год количество приверженцев государственной религии сократилось с 3 938 723 человек до 3 848 841 человек.
По данным переписи населения, многие норвежцы не имеют каких-либо религиозных убеждений. Фил Цукерман, доцент кафедры социологии Питзерского колледжа, на основе различных исследований оценивает количество атеистов в Норвегии от 31% до 72% от общего числа жителей.
Согласно данным Eurobarometer, на 2005 год:
26% людей не верят в Бога

## Норвежская религия
Норвежская религия схожа по общей мифологии с германской. Скандинавская мифология развивалась медленно. Таким образом, культ Одина в Норвегии, вероятно, появился из западной Германии. Боги показаны как незначительные. Улль, бог плодородия Ньёрд и Хеймдалль, вероятно, были древними богами Норвегии, которые со временем потеряли популярность. Были и другие Боги (асы); стоит упомянуть гром-бога Тора и богиню любви Фрейю. Эти боги были, скорее всего, первоначально историческими личностями, которые жили в течение первого периода германских цивилизаций в Скандинавии, и позже были обожествлены как защитники и создатели мира следующих поколений.
Большая часть информации о скандинавской мифологии содержится в древнескандинавской литературе, в том числе в норвежской литературе, например, в Эдде. Другая информация исходит от датского историка Саксона Грамматика с фрагментами сохранившихся легенд и старых рукописей. К сожалению, нам известно относительно мало о старых религиозных обрядах Норвегии и других мест, поскольку большинство знаний было потеряно в процессе христианизации.
В связи с националистическими движениями в конце XVIII века, норвежские ученые обнаружили повышенный интерес к норвежской религии, переводя многие мифы на датский (язык Норвегии в то время) и пытаясь использовать переводы для создания общей норвежской культуры. Но христианство уже слишком глубоко укоренилось в обществе. В настоящее время наблюдается возрождение древнескандинавской религии, которая получила название Асатру (букв. «вера в асов»). Она направлена на реконструкцию дохристианской веры, практикуемой в эпоху викингов.

## Саамская религия
Саамы следуют шаманской религии, основанной на поклонении природе. Пантеон саамов состоял из четырёх общих богов: Матери, Отца, Сына и Дочери (Radienacca, Radienacce, Radienkiedde и Radienneida). Существовали также боги плодородия, огня и грома, богини солнца, луны и смерти.
Как и многие другие язычники, саамы видели жизнь как циклический процесс, включающий саму жизнь, смерть и возрождение.
Норвежская церковь провела кампанию по христианизации саамов в XVI-м и XVII-м веках. Хотя подавляющее большинство саамов в Норвегии стало христианами, часть из них по-прежнему следовала своей традиционной вере, а некоторые шаманы и по сей день практикуют древнюю религию. Саамы, как правило, более религиозны, чем норвежцы.

## Христианство

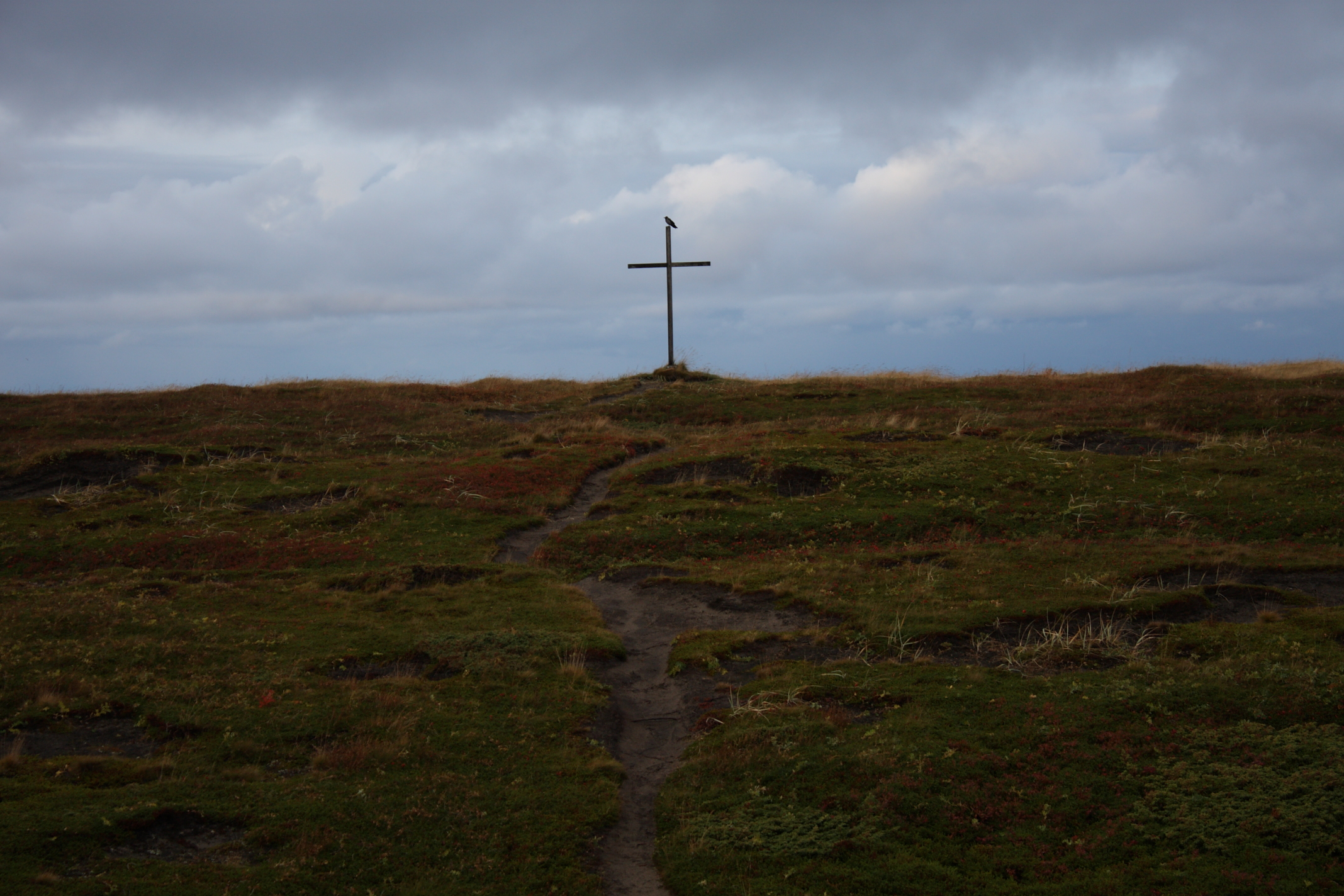
Крест рядом с церковью Гренсе Якобсельв, Норвегия

### Реформы по преобразованию
Христианизация Норвегии началось в 1000 году. Хокон I, который вырос в Англии пытался ввести христианство в середине X века, но встретил сопротивление языческих лидеров и вскоре отказался от этой идеи.
Англо-саксонские миссионеры из Англии и Германии также пытались привести норвежцев к христианству, но ничего не добились, ограничившись небольшим успехом. Большой вклад в преобразование внёс Олаф I. Олаф II (позже святой Олаф) достиг большего успеха в своих попытках преобразовать население. Именно ему приписывают христианизацию Норвегии.
Христиане в Норвегии часто создают церкви на местах, которые при норвежской религии были священны. Распространение христианства может быть измерено захоронениями. Таким образом, христианство в Норвегии стало известно в середине XI века и начало доминировать среди верований уже к середине XII века. В XIII веке без использования гвоздей строились из дерева каркасные церкви.

### От Реформации до 1964 года

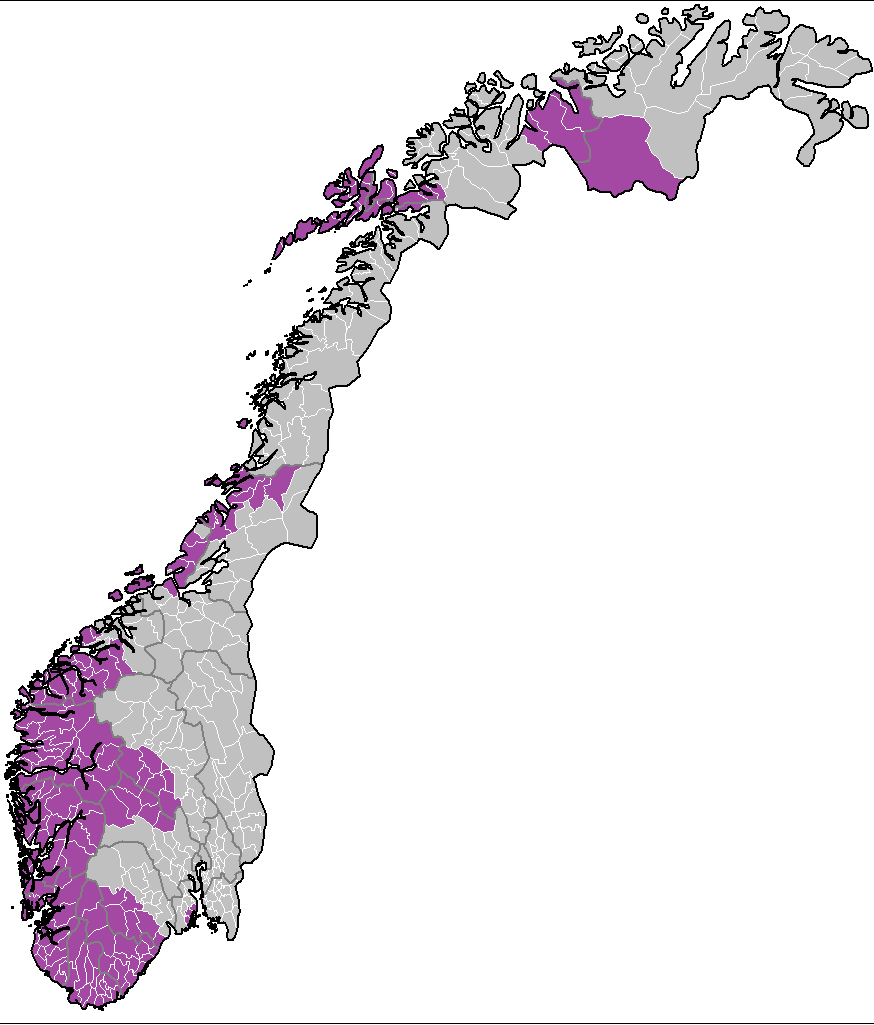
Библейский пояс в Норвегии охватывает юго-западную и западное побережье, Телемарк, Трёнделаг, Лофотенские острова, Вестеролен и часть Лапландии.

По восходу датского короля Кристиана III, Дания пришла к лютеранству в 1536 году, и как результат стало обращение в лютеранство Норвегии. Датское церковное постановление было введено в 1537 году и совет норвежской церкви официально принял лютеранство в 1539 году. Монастыри были распущены, а церковное имущество конфисковано уже официальной Евангелическо-Лютеранской церквью Норвегии, созданной и финансируемой государством.
Епископы по-прежнему придерживались католичества, пока не был свергнут католический архиепископ, покинувший страну в 1537 году, а другой епископ умер в тюрьме в 1542 году. Католицизм укладывался в отдалённых районах Норвегии в течение ещё нескольких десятилетий, хотя в конечном итоге оставшиеся католики обратились в лютеранство или бежали, в частности в Нидерланды. Многие пасторы были заменены датчанами и норвежское духовенство проходило подготовку в университете Копенгагена, так как Норвегия не имела своего университета. Использование датского языка в религиозных церемониях оказало сильное влияние на развитие норвежского языка.
В целом, проведённая церквью программа по христианизации саамов в XVI-м и XVII-м веках прошла успешно. Университет Осло, созданный в 1811 году, позволял священникам учиться в Норвегии. Конституция Норвегии 1814 года не предоставляла свободу вероисповедания, поэтому евреям и иезуитам было отказано во въезде в Норвегию. Кроме того, присоединение к Евангелическо-лютеранской церкви являлось обязательным. В 1845 году, нашлись диссентеры, благодаря которым вступил в силу закон, позволяющий устанавливаться в Норвегии другим христианским общинам. Вскоре стал разрешён атеизм, и в 1851 году был снят запрет на иудаизм. Монашество и иезуитство были разрешены в 1897 и 1956 годах соответственно.
В 1964 году в Норвежскую Конституцию были внесены поправки, дающие свободу вероисповедания. Исключение составляли члены королевской семьи, которые обязаны по Конституции оставаться лютеранами. Кроме того, по крайней мере половина правительства должна принадлежать к государственной церкви.
Церковные пасторы были активны в норвежском движении сопротивления и во Второй мировой войне. Церковь также активно участвовала в большинстве дискуссий 1950-х годов.

## Ислам

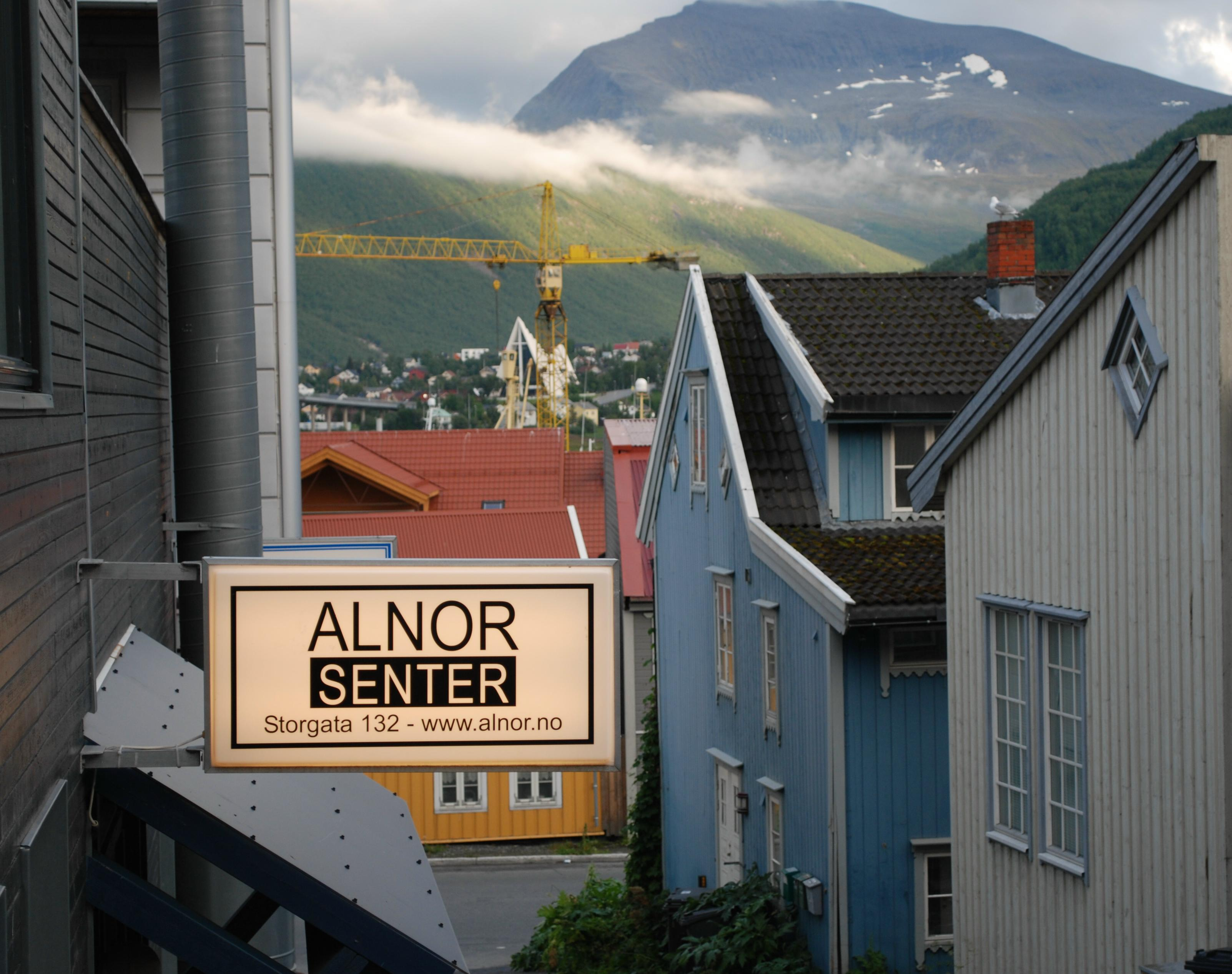
Основание мечети в Тромсё

Ислам в Норвегии исповедует более чем 2% населения. В 2007 году по государственной статистике в Норвегии зарегистрировано 79 068 членов исламской общины, что примерно на 10% больше, чем в 2006 году. Причем 56% из них живут в графствах Осло и Акерсхус. Согласно научной оценке, с 2005 года число мусульман в Норвегии колеблется от 120 000 до 150 000 человек. В 2004 году зарегистрировано 92 различных мусульманских общин. Сорок из них были основаны в Осло или в Акерсхусе.

## Иудаизм
Евреям запрещено водворение на территории Норвегии вплоть до 1851 года, в связи с этим первая официально зарегистрированная община появилась в Осло только в 1892 году. В 1899 году была основана синагога в Тронхейме (до сих пор являющаяся самой северной синагогой на планете). Обе общины остаются единственно действующими еврейскими общинами на территории Норвегии по сегодняшний день. Общины формировались за счёт эмигрантов из Германии, Восточной Европы и Российской Империи (многие из эмигрантов стремились попасть в Америку, но из-за нехватки денег на билет, вынуждены были сходить с корабля в Осло). Обе общины официально придерживаются ортодоксального направления в иудаизме, хотя в последние годы, в связи с сокращением численного состава и растущей ассимиляцией, вынуждены были ввести некоторые послабления: совместную молитву мужчин и женщин, признание еврейства по отцовству и пр. Шхита (ритуальный убой животных) запрещён в Норвегии законодательно, поэтому, кошерное мясо, как и большинство других кошерных продуктов импортируется из-за рубежа. В настоящее время, в Норвегии нет постоянно проживающих раввинов. Численность общины по различным оценкам колеблется от 900 до 2000 человек: 80% из них проживает в Осло, 10% в Тронхейме, остальные проживают в других населённых пунктах, вне еврейских общин.

## Бахаи
История Бахаи в Норвегии началась после установления контактов между путешественниками-скандинавами и иранскими верующими Бахаи в середине-конце XIX века.
Так, постепенно, в Норвегии в конечном итоге сформировалась  община бахаи. В 1962 году образовалось сообщество. В настоящее время в стране около 1000 бахаи.

## Религия в Норвегии сегодня

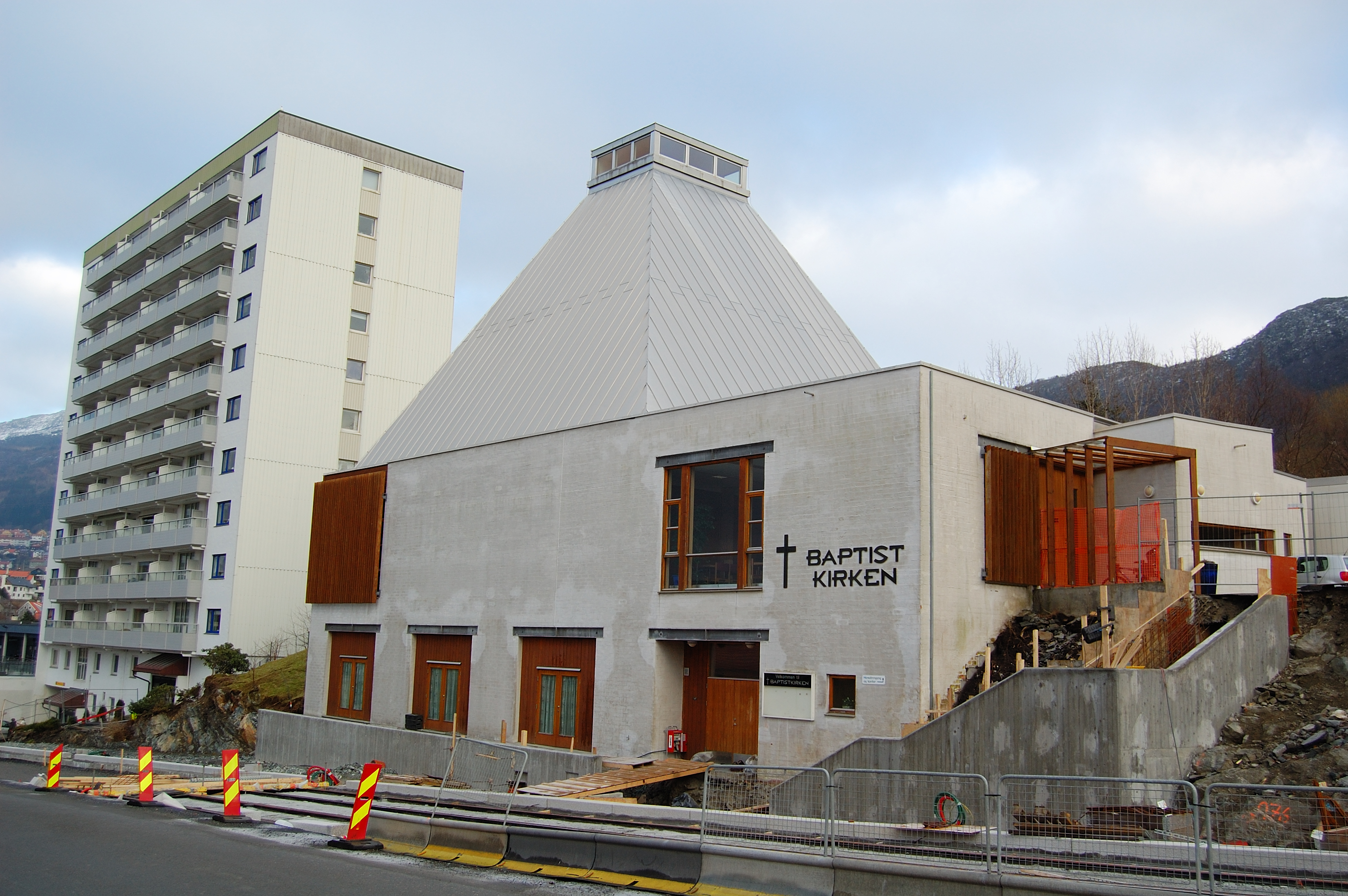
Норвежская Баптистская Церковь в Бергене, где многие из верующих являются христианскими иммигрантами.

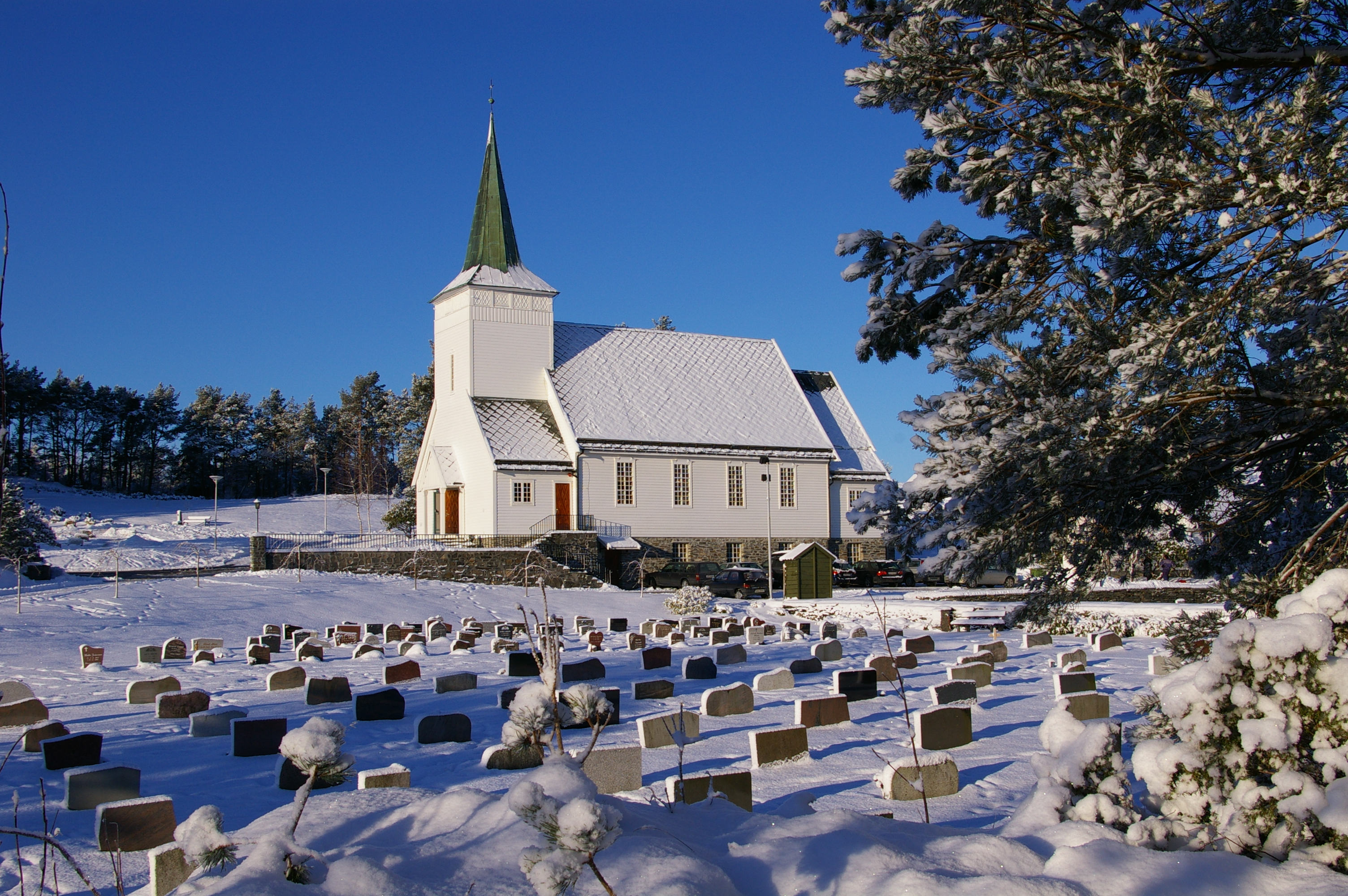
В большинстве норвежских деревень есть свои церкви.

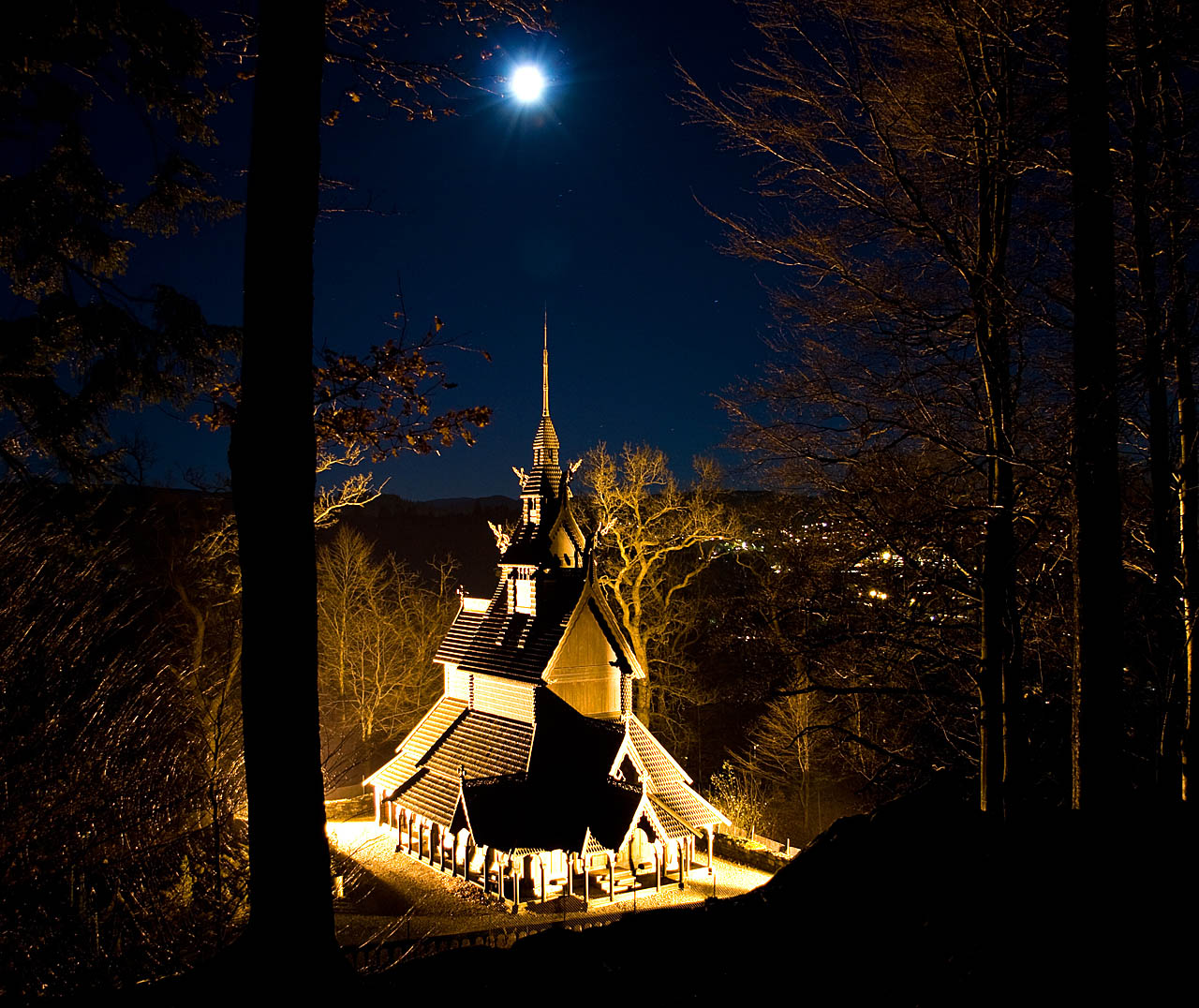
Деревянная церковь в Норвегии.

Евангелистско-лютеранская церковь по-прежнему регулируется и зависит от государства. Существует, однако, сегодня политические дебаты на тему отделения церкви от государства. Государство также поддерживает религиозные организации, и оказывает им помощь, зачастую финансовую. Епископы официально выдвинули норвежского монарха. Духовенство обучается в богословских факультетах Университета Тромсё и Университета Осло, а также в школе миссии и богословия в Ставангере и в других школах в Осло. Мужчины и женщины могут стать представителями духовенства Церкви. Церковь имеет два таинства, а именно Крещение и Евхаристию.
В Норвегии 82,7 % населения являются членами Евангелическо-Лютеранской Церкви, по сравнению с 96 % в 1960-х годах. Кевин Бойл, профессор истории в университете штата Огайо говорит: «Большинство членов государственной церкви не являются активными сторонниками, за исключением ритуалов крещения, евхаристии, венчания и похорон. Около 3 процентов в среднем посещают церковь по воскресеньям и 10 процентов в среднем посещают церкви каждый месяц».
Примерно 9-10 %, вероятно, не являются членами каких-либо религиозных или философских общин, в то время как 8,6 % населения являются членами других религиозных или философских общин вне Церкви Норвегии.
Другие религиозные группы действуют свободно и включают римских католиков, православных, иудеев, индуистов, буддистов и сикхов, представленных в очень небольших количествах, вместе составляющих менее 1 % населения.
В 2005 году по результатам опроса, проведенного Gallup International в 65 странах указали, что Норвегия была наименее религиозной страной в Западной Европе, 29 % состоят в какой-либо церкви, 26 % атеисты, и 45 % не определившихся.
Согласно последним опросам Eurobarometer (2005), 32 % норвежских граждан ответили, что «Бог есть», в то время как 47 % ответили, что «есть какой-то дух или жизненная сила» и 17 %, что «не думаю, что есть какой-либо дух, Бог, или жизненная сила».
| Религия                          | Число верующих | Процент | По состоянию на 2009 |
| -------------------------------- | -------------- | ------- | -------------------- |
| Христианство                     | 4 109 595      | 85,6 %  |                      |
| Лютеранство                      | 3 944 337      | 82,1 %  |                      |
| Католицизм                       | 57 348         | 1,1 %   |                      |
| Пятидесятники                    | 39 590         | 0,8 %   |                      |
| Свидетели Иеговы                 | 14 976         | 0,3 %   |                      |
| Методизм                         | 10 974         | 0,2 %   |                      |
| Баптизм                          | 9 382          | 0,1 %   |                      |
| Православие                      | 7 664          | 0,1 %   |                      |
| Церковь адвентистов седьмого дня | 5 086          | 0,1 %   |                      |
| Другие христианские верования    | 20 238         | 0,4 %   |                      |
| Нехристианские религии           | 115 391        | 2,4 %   |                      |
| Ислам                            | 92 744         | 1,9 %   |                      |
| Буддизм                          | 12 252         | 0,2 %   |                      |
| Индуизм                          | 5 238          | 0,1 %   |                      |
| Сикхизм                          | 2 713          | 0,0 %   |                      |
| Бахаи                            | 1 023          | 0,0 %   |                      |
| Иудаизм                          | 803            | 0,0 %   |                      |
| Другие религии                   | 618            | 0,0 %   |                      |
| Псевдорелигии                    | 574 266        | 11,9 %  |                      |
| Гуманизм                         | 81 124         | 1,6 %   |                      |
| Всего                            | 4 799 252      | 100,0 % |                      |

| Графство        | Христиане | Нерелигиозные | Мусульмане | Буддисты | Другие |
| --------------- | --------- | ------------- | ---------- | -------- | ------ |
| Акерсхус        | 82,63 %   | 14,77 %       | 1,84 %     | 0,33 %   | 0,10 % |
| Эуст-Агдер      | 88,16 %   | 10,99 %       | 0,62 %     | 0,21 %   | 0,02 % |
| Бускеруд        | 83,97 %   | 12,18 %       | 3,04 %     | 0,30 %   | 0,51 % |
| Финнмарк        | 90,28 %   | 9,32 %        | 0,25 %     | 0,11 %   | 0,04 % |
| Хедмарк         | 89,81 %   | 9,34 %        | 0,63 %     | 0,18 %   | 0,04 % |
| Хордаланд       | 88,50 %   | 10,44 %       | 0,72 %     | 0,20 %   | 0,14 % |
| Мёре-ог-Румсдал | 91,31 %   | 8,12 %        | 0,34 %     | 0,09 %   | 0,14 % |
| Нур-Трёнделаг   | 91,57 %   | 7,99 %        | 0,34 %     | 0,07 %   | 0,03 % |
| Нурланн         | 91,58 %   | 8,00 %        | 0,35 %     | 0,05 %   | 0,02 % |
| Оппланн         | 90,39 %   | 8,78 %        | 0,64 %     | 0,14 %   | 0,05 % |
| Осло            | 67,03 %   | 24,32 %       | 7,38 %     | 0,50 %   | 0,77 % |
| Ругаланн        | 86,42 %   | 11,87 %       | 1,44 %     | 0,20 %   | 0,07 % |
| Согн-ог-Фьюране | 91,88 %   | 7,71 %        | 0,32 %     | 0,03 %   | 0,06 % |
| Сёр-Трёнделаг   | 87,88 %   | 10,83 %       | 0,86 %     | 0,27 %   | 0,16 % |
| Телемарк        | 87,31 %   | 11,02 %       | 1,41 %     | 0,22 %   | 0,04 % |
| Тромс           | 90,08 %   | 9,38 %        | 0,40 %     | 0,11 %   | 0,03 % |
| Вест-Агдер      | 86,59 %   | 11,87 %       | 1,20 %     | 0,30 %   | 0,04 % |
| Вестфолл        | 85,54 %   | 12,76 %       | 1,36 %     | 0,23 %   | 0,11 % |
| Эстфолл         | 85,74 %   | 11,19 %       | 2,55 %     | 0,42 %   | 0,10 % |

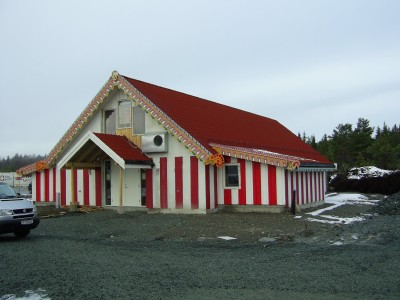
Индуистский храм в Тронхейме.
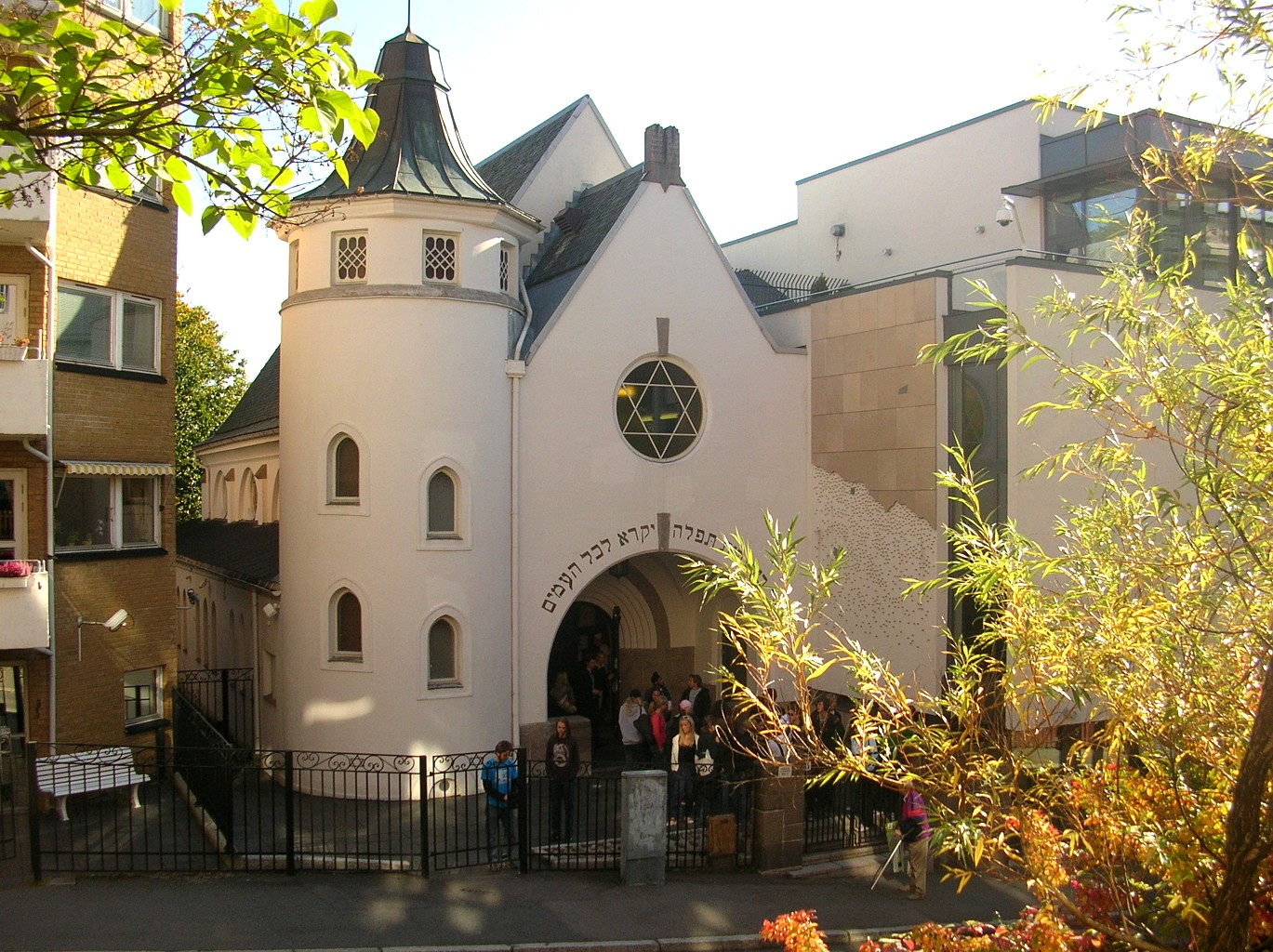
Синагога в Осло.
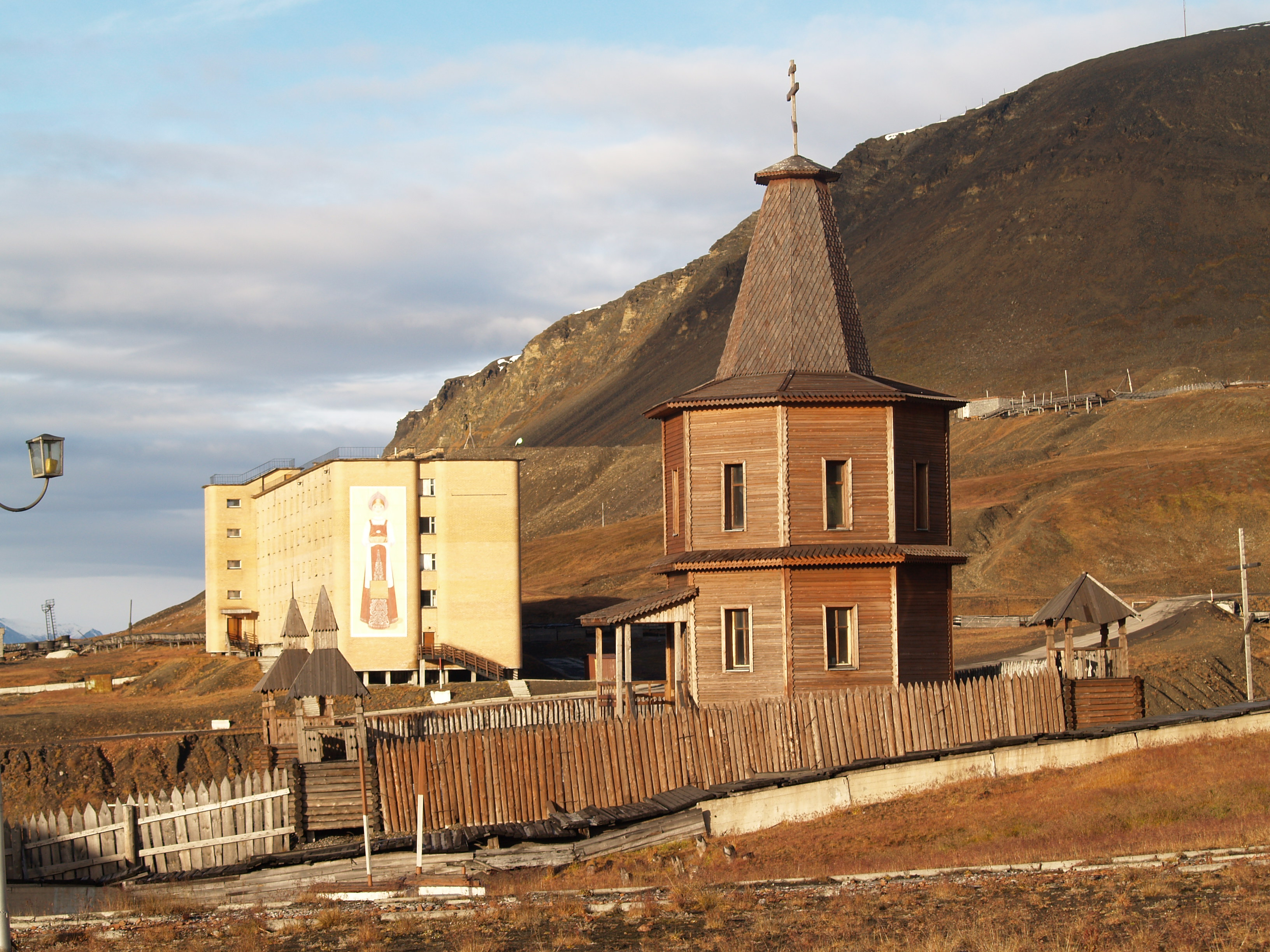
Православная церковь в Баренцбурге, Шпицберген.
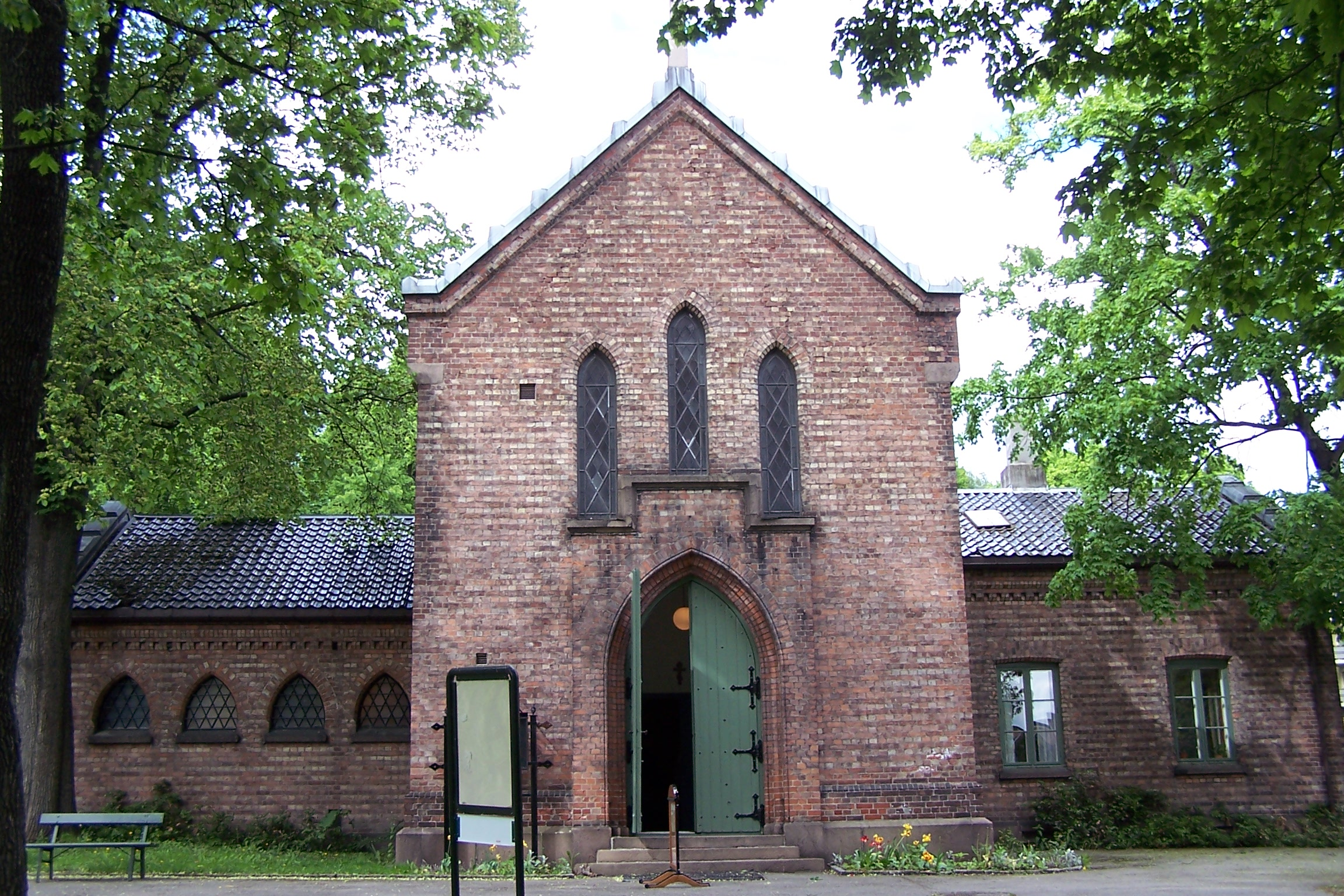
Православная церковь в Осло.
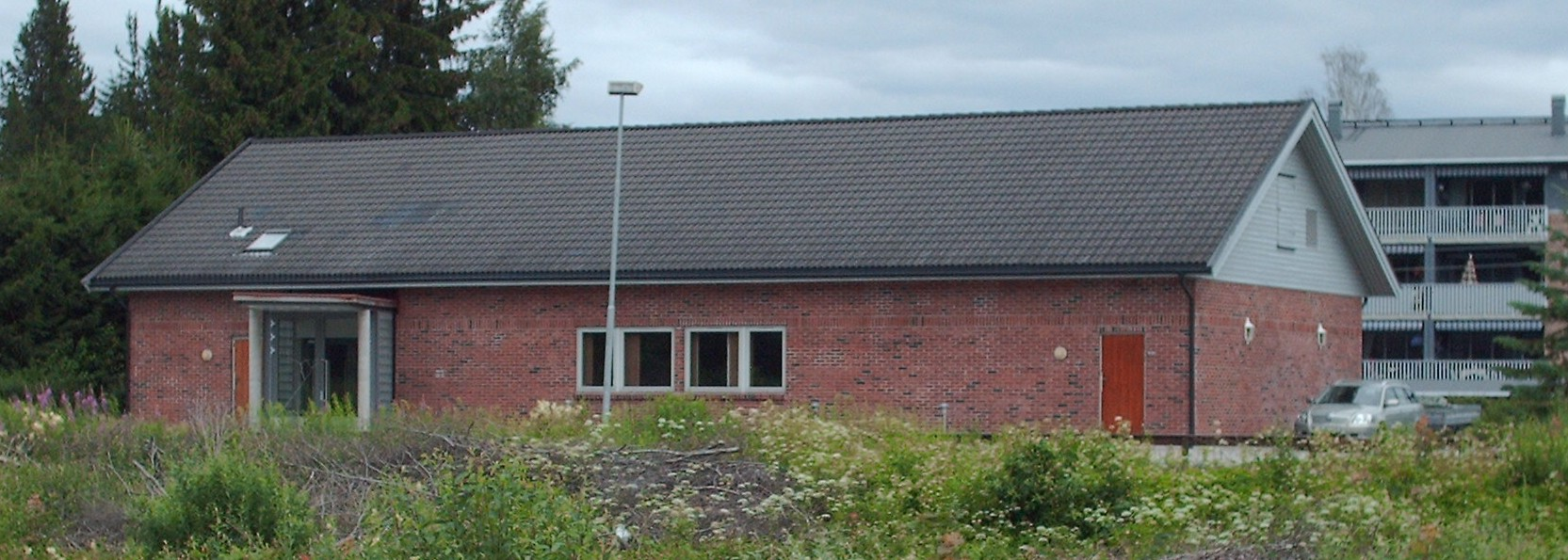
Свидетели Иеговы
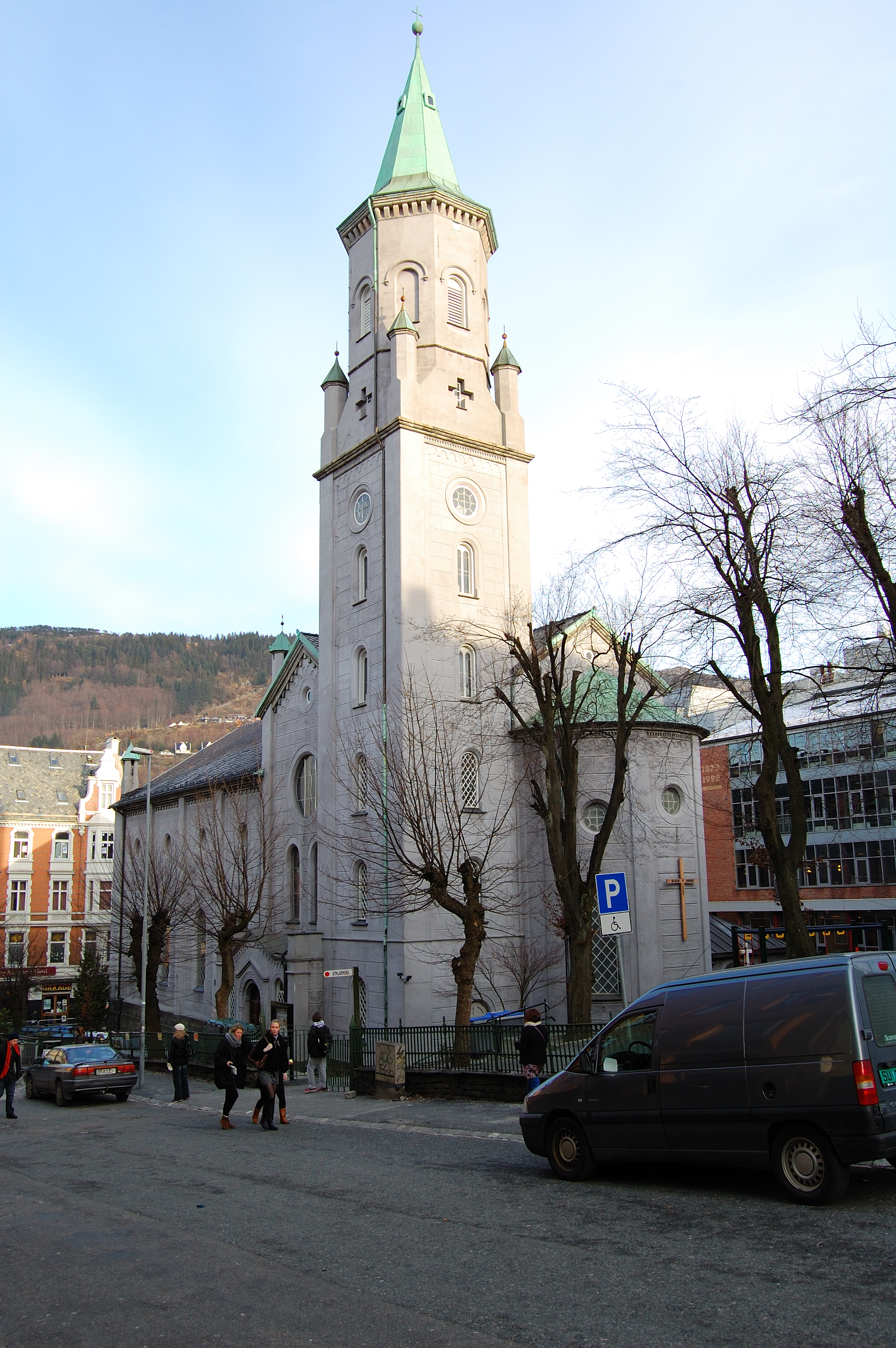
Церковь святого Павла (Берген).
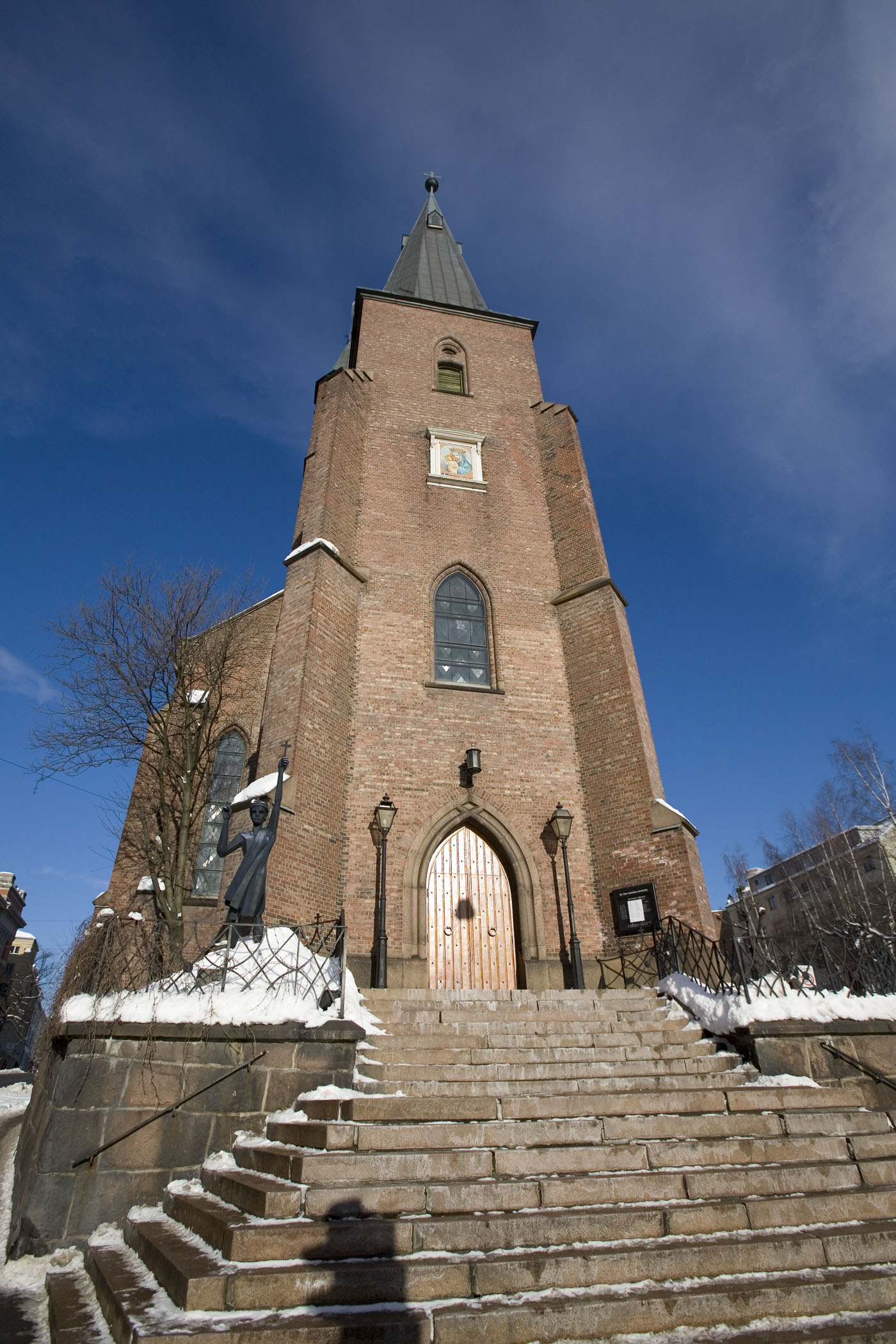
Католическая церковь Св.Олава  в Осло.
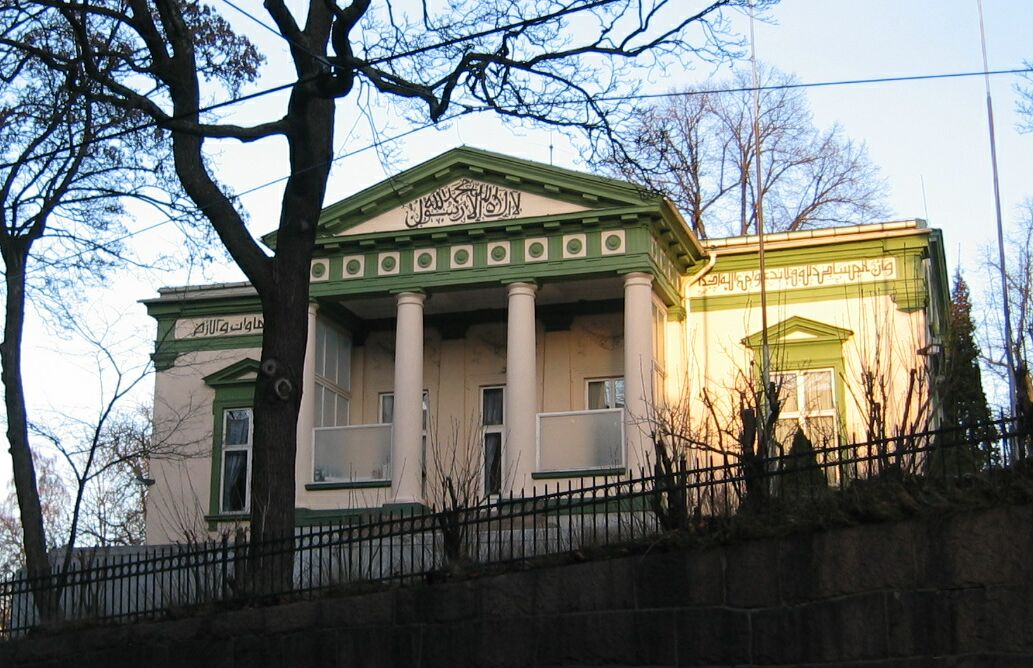
Нор мечеть в Осло.

### Религиозное образование
В 2007 году, Европейский суд по правам человека вынес решение в пользу норвежских родителей, которые подали в суд Норвегии. Дело было о введении обязательного предмета в школе, а именно религиозного образования. Заявители жаловались, что отказ в предоставлении полного религиозного образования ставило их детей в соответствие с атеистическими убеждениями. Несколькими годами ранее, в 2004 году, Комитет по правам человека в Женеве дал свою поддержку родителей. В 2008 году тема сменила название на Religion, livssyn og etikk (религия, философия и этика), хотя большая часть этого вопроса, однако по-прежнему связаны с христианством. Философия и этика могут быть введены только после обязательного школьного образования. Самая большая христианская школа в Норвегии насчитывает 1 400 учеников и 120 сотрудников. Kristne Friskolers Forbund является группой по интересам для около 130 христианских школ и колледжей, в том числе 12 христианских частных школ.

### Посещение церкви в случайно выбранных странах
| Страна                                    | Регулярное посещение церкви (%)                 |
| ----------------------------------------- | ----------------------------------------------- |
| Польша (Религия в Польше)                 | 56,7 %                                          |
| Великобритания (Религия в Великобритании) | 10 %                                            |
| Австралия (Религия в Австралии)           | 7,5 %                                           |
| Норвегия                                  | 5 % в 1995 с тех пор эта цифра снизилась до ??? |

«Церковь по данным посещаемости в США была проверена в отношении фактических значений с использованием двух различных методов. Реальные цифры показывают, что только около 21 % американцев и 10 % канадцев действительно ходят в церковь от одного до нескольких раз в неделю. Многие американцы и канадцы говорят социологам, что они посещают церковь, даже если это не так. Происходит ли это в других странах, с разными культурами, трудно предсказать». В таблице, приведённой выше для Франции посещаемость равна 15 % тем не менее, согласно результатам недавно опубликованного исследования, посещение Римско-католической церкви составляет уже 4,5 % (2006), и имеет тенденцию упадка.

## Внешние ссылки
- Официальный норвежский сайт в Великобритании о норвежской религии
- Статистика Норвегии: Новые члены в религиозных и философских сообществах)
- Церкви в норвежской жизни
- BBC Древняя история. Статьи о религии викингов и их постепенном обращение в христианство
- Сайта о религии Викингов
- Сайт о религиозных убеждениях саамов
- Сайта о норвежских реформах
- Boise State University on Danish reformation
- Религиозные и философские общины, 1 января 2006 года